# Melitaea ligata
Melitaea ligata är en fjärilsart som beskrevs av Marcel Caruel 1944. Melitaea ligata ingår i släktet Melitaea och familjen praktfjärilar. Inga underarter finns listade i Catalogue of Life.